# Gotthard Kettler
Gotthard Kettler (w polskiej literaturze także Gotard Kettler; ur. 2 lutego 1517 lub 1518 na zamku Eggeringhausen pod Soest, zm. 17 maja 1587 w Mitawie) – mistrz krajowy inflancki zakonu krzyżackiego w latach 1559–1561, książę Kurlandii i Semigalii w latach 1561–1587, gubernator Inflant w latach 1561–1565. Założyciel dynastii Kettlerów. Brat biskupa Münster, Wilhelma Kettlera.

## Życiorys

### Rycerz-zakonnik
Gotthard Kettler pochodził z rodu westfalskich rycerzy. Był synem Gottharda von Kettlera z Melrich i Sybilli Zofii von Nesselrode. Jako jeden z najmłodszych w rodzinie został oddany do stanu duchownego. W 1538 roku wstąpił do zakonu inflanckiego. W latach 1544–1558 był komturem w Dyneburgu, od 1557 roku sprawował komturstwo w Fellin. Jako zwolennik współpracy z królem polskim Zygmuntem II Augustem był współautorem antymoskiewskiego układu w Pozwolu z 1557 roku. W 1558 schorowany mistrz krajowy inflancki, Wilhelm von Fürstenberg wyznaczył go swoim koadiutorem. 21 października 1559 roku po rezygnacji poprzednika został wybrany na urząd mistrza zakonu.

### Mistrz zakonu krzyżackiego w Inflantach
Okres jego regencji i rządów przypadł na wojnę domową w Inflantach, ciągłe ingerencje państw ościennych oraz szerzącą się w zakonie reformację, która spowodowała zachwianie dyscypliny w zakonie i jego powolny rozkład. W 1558 roku armia Iwana IV Groźnego pod wodzą księcia Kurbskiego najechała Estonię i zajęła ważny port bałtycki Narwę, druga armia moskiewska pod wodzą księcia Szujskiego oblegała Dorpat. Pomimo próby przeprowadzenia kontrofensywy zimowej przez Kettlera w styczniu 1559 roku kolejny najazd wojsk moskiewskich okazał się dla zakonu katastrofą. W 1560 roku Rosjanie ponownie najechali Inflanty jeszcze raz je pustosząc. Wybuchło powstanie Estończyków, które wykorzystały Dania i Szwecja do zagarnięcia dla siebie Estonii.

### Książę Kurlandii i Semigalii

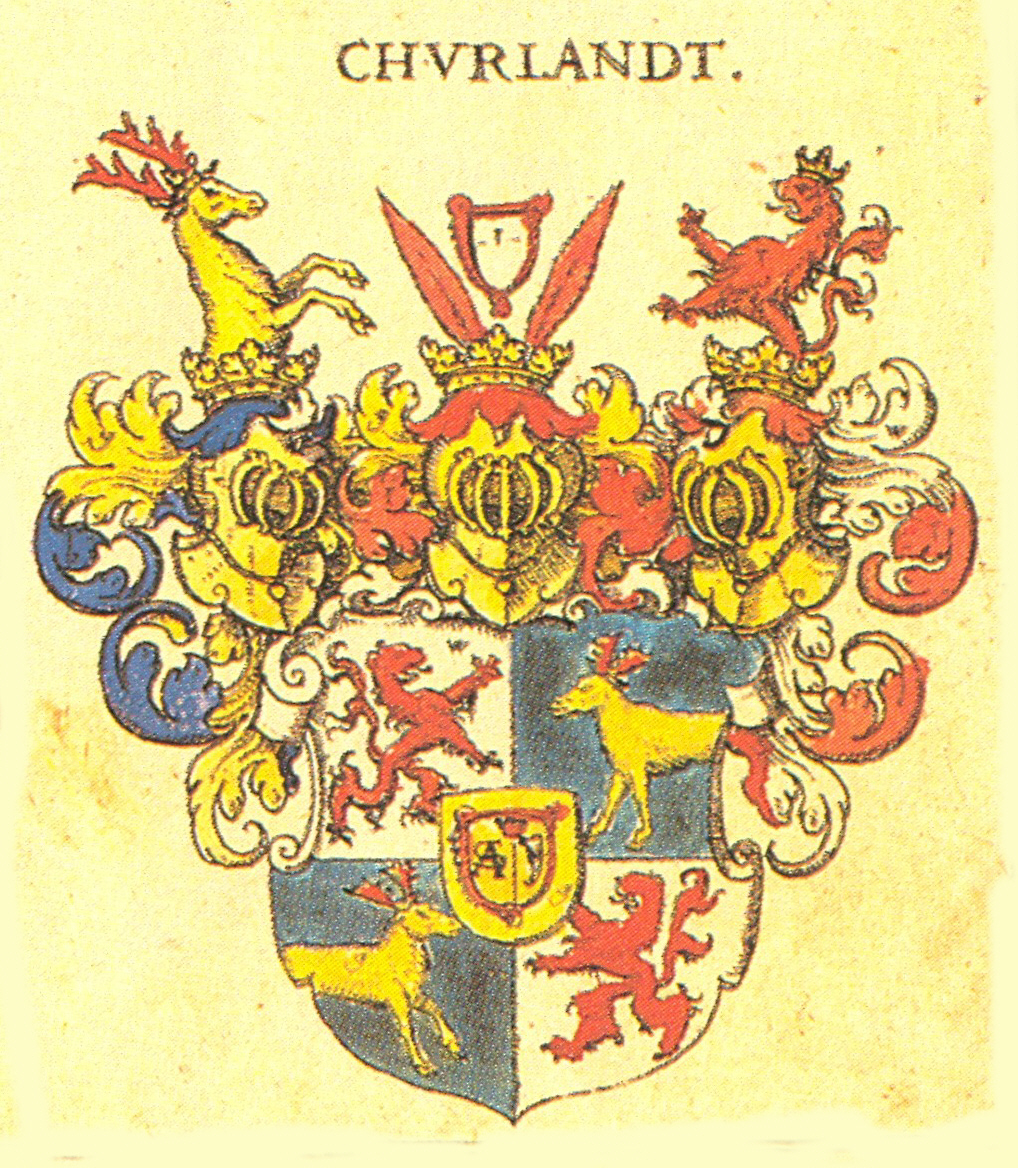
Herb rodowy Kettlerów, książąt Kurlandii i Semigalii według herbarza Johanna Siebmachera

W tych trudnych warunkach nie mogąc samemu dać sobie rady z najeźdźcami 31 sierpnia 1559 roku Gotthard Kettler postanowił podporządkować się jednej ze stron walczących o Dominium Maris Baltici. Powrócił do sojuszu z królem polskim i oddał rządzone przez siebie ziemie pod opiekę Wielkiego Księstwa Litewskiego. 2 sierpnia 1560 roku po klęsce w bitwie pod Ermes, która była dla niego katastrofą przystąpił do rozwiązywania struktur zakonnych i zrezygnował z dalszego przewodzenia zgromadzeniu krzyżackiemu w Inflantach.
Wobec przewagi wojsk moskiewskich jako zwierzchnik zakonu zawarł 28 listopada 1561 roku układ w Wilnie, na mocy którego zgodził się na sekularyzację Inflant i ich inkorporację do Korony i Litwy. Przeszedł na luteranizm. 5 marca 1562 roku w Rydze złożył hołd lenny Zygmuntowi II Augustowi, który w zastępstwie króla przyjął Mikołaj Radziwiłł Czarny. W zamian otrzymał w dziedziczne posiadanie Kurlandię i Semigalię oraz urząd gubernatora Inflant. W 1565 roku nie będąc w stanie podołać powierzonej mu funkcji przekazał gubernatorstwo inflanckie Janowi Chodkiewiczowi. 24 lutego 1566 roku zerwał z celibatem i ożenił się. Od 1575 roku uczestniczył jako lennik króla polskiego w kolejnej wojnie z Rosją. 5 sierpnia 1579 roku, w czasie trwania zwycięskiej kampanii połockiej, w obozie pod Dzisną (okolice Połocka) złożył hołd lenny Stefanowi Batoremu.
W Kurlandii i Semigalii dążył do rządów absolutnych. Zapewnił sobie dominację ekonomiczną. Przejął w posiadanie większość sekularyzowanych dóbr ziemskich. Był mecenasem rozwoju handlu i przemysłu. Pozostawał w ustawicznym konflikcie z miejscową szlachtą żądająca dla siebie przywilejów.

## Rodzina
Z małżeństwa z Anną Meklemburską, córką księcia Meklemburgii Albrechta VII pozostawił czworo dzieci:
- Annę, żonę księcia Albrechta Radziwiłła, I ordynata na Klecku
- Fryderyka, księcia Kurlandii i Semigalii
- Wilhelma, księcia Kurlandii i Semigalii, ojca Jakuba Kettlera
- Elżbietę, żonę księcia cieszyńskiego Adama Wacława, matkę Elżbiety Lukrecji i Fryderyka Wilhelma

Gotthard Kettler pochowany jest w krypcie pod pałacem w Mitawie.